# おだいじに
『おだいじに』は、1979年から1980年に日本テレビ系列の月曜スター劇場の枠で放映されたテレビドラマである。放映期間は1979年11月5日から1980年5月5日まで放送された。全26話。松田聖子が歌手デビューする前のドラマ出演作であったことでも知られる。

## 内容
舞台は東京の下町に古くからある診療所「朝倉医院」。女医・ちか子は、朝倉医院の当主であった夫・一雄と死別し、医院を切り盛りしているが、医院の継承問題を子供たちに相談した。ちか子も子供たちも、大学病院に勤める長男・和夫に継がせたいという意見であったが、和夫は医院の継承にも、一緒に持ち出された再婚話にも逃げるような態度。和夫には、診療所の女医の節子という恋人がいたが、家族には隠していた。節子も、20年ほど前の新婚時代に一人息子を残して夫を亡くしている。和夫は思い込んだが、最後には節子との再婚を決意する。

## スタッフ
- 作：楠田芳子
- 演出：細野英延（1話～4話・8話～10話・16話・17話～21話）、篠木為八男（5話～7話・11話～15話・17話・22話～26話）
- プロデューサー：早川恒夫
- 音楽：伊部晴美、東京音楽事務所

## 主題歌・挿入歌
主題歌
- 「きみこそ旅人」（歌：出門英）
  - 作詞：門谷憲二／作曲：出門英／編曲：戸塚修

挿入歌
- 「おとぎ話」（歌：太川陽介）
  - 作詞：太川陽介／作曲：福留順一／編曲：松井忠重

- 「愛という出逢い」（歌：出門英）
  - 作詞：喜多條忠／作曲：出門英／編曲：中川昌

## 出演
- 浅倉節子：池内淳子
46歳。20年前に恋愛結婚した夫は間もなく亡くなり、以後、一郎と二人で暮らしてきたが、その後和夫と再婚。浅倉医院の医師を務めている。
- 井上一郎：太川陽介
19歳、節子の一人息子。東京大学志望で、浪人している。節子と和夫の間を取り持つなどの心遣いを見せている。聖子には好意のようなものを感じている。
- 浅倉和夫：中条静夫
53歳。大学医学部の助教授。実家の浅倉医院を継ぐ気はなく、医院は節子に全部任せている。一郎にも優しく、細かな気遣いを見せている。
- 浅倉ちか子：杉村春子
73〜74歳。和夫に浅倉医院を継がせたいと思っていたが駄目で、嫁に迎えた節子にも素直に心が許せない所があるが、頑固というわけではない。
- 浅倉康夫：出門英
36〜37歳、浅倉家の次男。独身。医者になるのを辞め、作曲家をしているが売れていない。子供たちにギターを教えている。浅倉家の中では康夫だけが節子を全面的に歓迎した。
- 浅倉百合子：相原友子
ちか子の末娘。保育園の保母でしっかり者。最初は彼女も節子が気に入らず、嫌味などを言ってはいたが、次第に好意を持つように変わっていく。
- 小林綾子：由紀さおり
33歳、ちか子の長女。秀彦の妻で正彦の母。しかし夫の浮気が元で別居している。夫には未練ばかりだが正彦だけが生き甲斐と言って意地を張る。
- 松本秀彦：村井国夫
- 松本正彦：柴田裕
- 井上保：佐藤英夫
53歳、節子の兄。和夫とは友人同士。スポーツ店経営、しかし金儲けが下手な所がある。3年前に妻を亡くして、今は娘の真由美と二人暮らし。医者を目指す節子を全面的に支援した。
- 井上真由美（保の娘）：音無真喜子
- 関口とく子：泉ピン子
- 敏江（ちか子の友人）：村瀬幸子
- チエ（綾子の母）：磯野洋子
- 光信（僧）：大和田獏
- 三沢末吉：川辺久造
- 松田聖子：松田聖子
- 松田みつ：白木万理
- 松田誠：早川純一
- 松田耕三：志村喬
- 幸子：神保美喜
- 勇吉：永井秀和

（出典：）